# Poul Nyrup Rasmussen
Poul Nyrup Rasmussen, född 15 juni 1943 i Esbjerg i dåvarande Ribe amt (idag Region Syddanmark), Jylland, är en dansk politiker för Socialdemokratiet, som var Danmarks statsminister mellan 25 januari 1993 och 27 november 2001. Han satt i folketinget från 1988 till 2004, och i EU-parlamentet från 2004 till 2009. I Europaparlamentsvalet 2004 fick han ett rekordstort antal personröster, 407 966.
Han tog magisterexamen i ekonomi vid Köpenhamns universitet 1971. Mellan 1971 och 1986 var han ekonom vid danska LO, från 1980 som chefsekonom.
Han var ordförande för ESP, Europeiska socialdemokratiska partiet, 2004–2011.

## Regeringar bildade av Poul Nyrup Rasmussen
- Regeringen Poul Nyrup Rasmussen I (1993–1994)
- Regeringen Poul Nyrup Rasmussen II (1994–1996)
- Regeringen Poul Nyrup Rasmussen III (1996–1998)
- Regeringen Poul Nyrup Rasmussen IV (1998–2001)